# Anna Zatonski
Anna Vitalijivna Zatonski (Oekraïens: Ганна Віталіївна Затонських) (Marioepol, 17 juni 1978) is een schaakster uit de Verenigde Staten. In 1999 werd haar door de FIDE de titel grootmeester bij de vrouwen (WGM) toegekend. In 2006, 2008, 2009 en 2011 was ze kampioen bij de vrouwen in de V.S.
Zatonski leerde het schaakspel van haar ouders toen ze vijf jaar was. Haar vader Vitaly heeft zelf een rating rond de 2300, haar moeder is een kandidaat-meester. Anna Zatonski versloeg haar moeder voor de eerste keer toen ze 14 jaar was.
In Oekraïne won Zatonski in diverse leeftijdscategorieën schaaktitels bij de meisjes. Het Oekraïens kampioenschap voor vrouwen won ze in 2001 en 2002. Ze vertegenwoordigde Oekraïne in twee Schaak-Olympiades: in 2000 (Istanboel) behaalde ze 7 uit 11 aan bord twee; in 2002 (Bled) scoorde ze 3,5 uit 7 aan bord drie.
Ze vertegenwoordigde de Verenigde Staten in de Schaak-Olympiades van 2004 (V.S. eindigde als tweede), 2006 en 2008. Zatonski won in de V.S. het kampioenschap bij de vrouwen in 2006, 2008, 2009 en 2011. In 2008 versloeg ze de toenmalige Amerikaanse schaakkampioene bij de vrouwen, Irina Krush in de tie-break.
Zatonski is getrouwd met de in Letland geboren, later Duitse grootmeester Daniël Fridman.